# Puchow
Puchow este o comună din landul Mecklenburg-Pomerania Inferioară, Germania.